# Mitístraton
Mitístraton o Mitístrat (llatí: Mytistratos; grec antic: Μυττίστρατον) va ser una ciutat de l'interior de Sicília de situació incerta. Hom creu que estava situada on s'alça l'actual Monte Castellazzo, a la comune de Marianopoli.
Sembla que era una ciutat petita però ben fortificada, que Filist (segons transcriu Esteve de Bizanci) anomena com «una fortalesa de Sicília». A la Primera Guerra Púnica estava en mans dels cartaginesos i els romans la van assetjar sense èxit inicialment per la seva privilegiada posició, però al final va ser conquerida pel cònsol Aule Atili Calatí l'any 258 aC. Els habitants van ser executats o venuts com esclaus i la ciutat destruïda.
Posteriorment es va reconstruir i habitar, perquè Plini el Vell esmenta als mutustratini com el gentilici d'un municipi de l'interior de Sicília, però com que no en parla cap més font, alguns pensen que seria una confusió per Amestratus.